# Frente Nacional para la Salvación de Bulgaria
El Frente Nacional para la Salvación de Bulgaria (en búlgaro: Национален фронт за спасение на България) es un partido político de extrema derecha y ultranacionalista búlgaro.

## Historia
El partido se fundó el 17 de mayo de 2011 en el pabellón deportivo Boycho Branzov en Burgas. A su fundación asistieron más de 820 personas de todo el país.
El partido eligió a tres líderes: Valeri Simeonov, Valentin Kasabov y Dancho Hadzhiev. La secretaria del partido es Maria Petrova. El Consejo Político Nacional incluye a 19 personas.
El partido fue miembro del grupo Europa de la Libertad y la Democracia (EFD) durante la séptima legislatura del Parlamento Europeo.
En las elecciones presidenciales de 2011 presentó la candidatura de Stefan Solakov, quien obtuvo un 2,5% de los votos.
En las elecciones legislativas de 2013 obtuvo un 3,7% de los votos, sin obtener representación parlamentaria.
El 3 de agosto de 2014 se firmó un acuerdo de coalición entre el NFSB y la Organización Revolucionaria Interior Macedonia – Movimiento Nacional Búlgaro (VMRO-BND) llamado "Frente Patriótico" para las elecciones parlamentarias de 2014. La coalición obtuvo un 7,3% de los votos y 19 escaños en la Asamblea Nacional de Bulgaria.
En 2016 formó la coalición "Patriotas Unidos" junto a la VMRO-BND, la Unión Nacional Ataque (ATAKA) y otras organizaciones. Dicha alianza obtuvo un 9,1% de los votos y 27 escaños en las elecciones parlamentarias de 2017.
Dispone de una estación de televisión llamada SKAT TV.